# Knott County
Knott County ist ein County im Bundesstaat Kentucky der Vereinigten Staaten. Das U.S. Census Bureau hat bei der Volkszählung 2020 eine Einwohnerzahl von 14.251 ermittelt.
Der Verwaltungssitz (County Seat) ist Hindman, das nach dem Vizegouverneur James R. Hindman benannt wurde. Das County gehört zu den Dry Countys, was bedeutet, dass der Verkauf von Alkohol eingeschränkt oder verboten ist.

## Geographie
Das County liegt fast im äußersten Osten von Kentucky, ist im Südosten etwa 25 km von Virginia entfernt und hat eine Fläche von 914 Quadratkilometern, wovon zwei Quadratkilometer Wasserfläche sind. Es grenzt im Uhrzeigersinn an folgende Countys: Magoffin County, Floyd County, Pike County, Letcher County, Perry County und Breathitt County.

## Geschichte
Das Knott County wurde am 5. Mai 1884 aus Teilen des Breathitt County, Floyd County, Letcher County und Perry County gebildet. Benannt wurde es nach Gouverneur J. Proctor Knott.
Insgesamt sind fünf Bauwerke und Stätten des Countys im National Register of Historic Places eingetragen (Stand 9. Oktober 2017).

## Demografische Daten

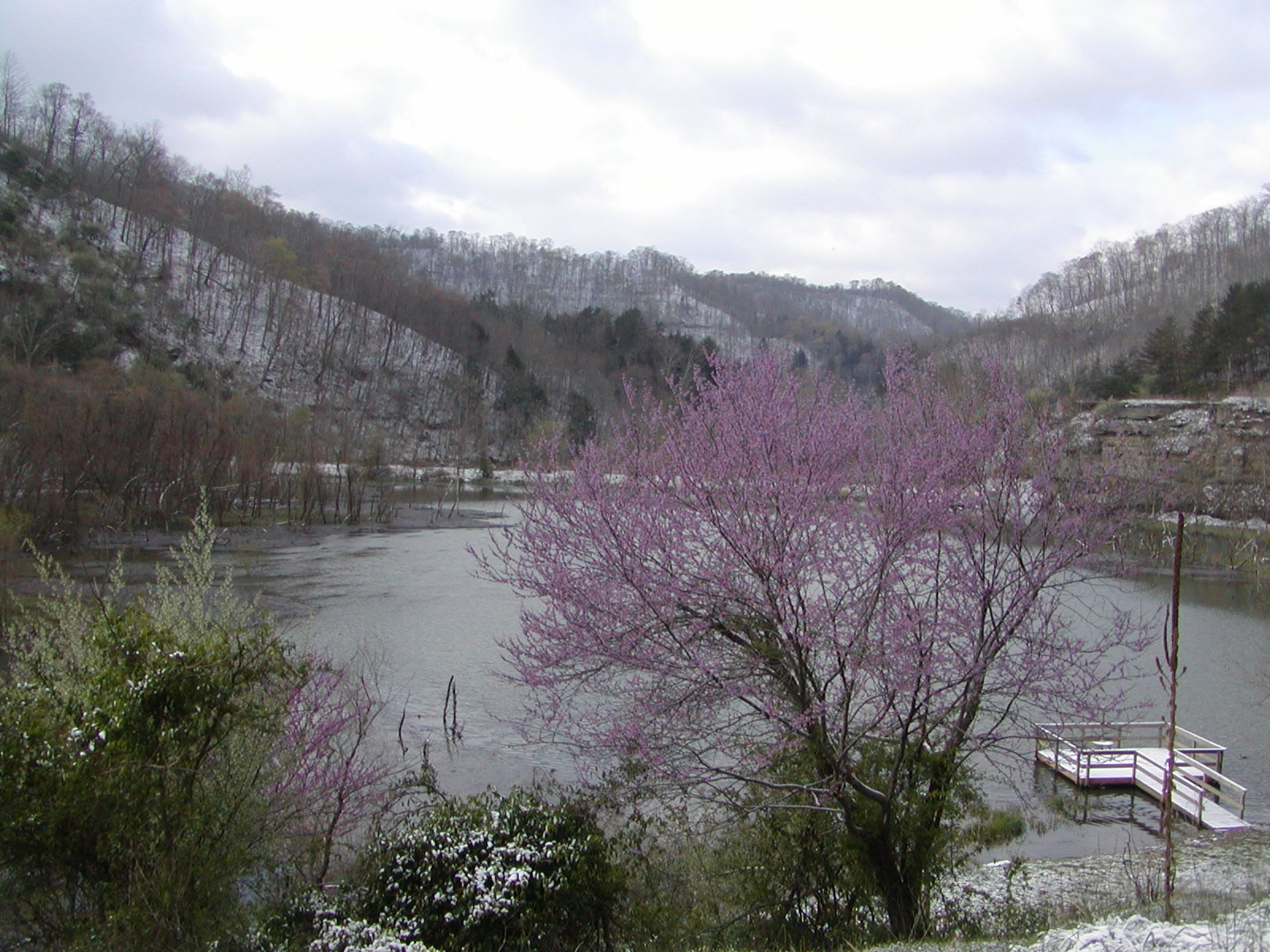
Der Carr Creek Lake

Nach der Volkszählung im Jahr 2000 lebten im Knott County 17.649 Menschen in 6.717 Haushalten und 4.990 Familien. Die Bevölkerungsdichte betrug 19 Einwohner pro Quadratkilometer. Ethnisch betrachtet setzte sich die Bevölkerung zusammen aus 98,27 Prozent Weißen, 0,73 Prozent Afroamerikanern, 0,11 Prozent amerikanischen Ureinwohnern, 0,15 Prozent Asiaten, 0,01 Prozent Bewohnern aus dem pazifischen Inselraum und 0,12 Prozent aus anderen ethnischen Gruppen; 0,60 Prozent stammten von zwei oder mehr Ethnien ab. 0,63 Prozent der Bevölkerung waren spanischer oder lateinamerikanischer Abstammung.
Von den 6.717 Haushalten hatten 34,4 Prozent Kinder und Jugendliche unter 18 Jahre, die bei ihnen lebten. 57,6 Prozent waren verheiratete, zusammenlebende Paare, 12,6 Prozent waren allein erziehende Mütter, 25,7 Prozent waren keine Familien, 23,6 Prozent waren Singlehaushalte und in 9,3 Prozent lebten Menschen im Alter von 65 Jahren oder darüber. Die Durchschnittshaushaltsgröße betrug 2,54 und die durchschnittliche Familiengröße lag bei 3,00 Personen.
Auf das gesamte County bezogen setzte sich die Bevölkerung zusammen aus 24,5 Prozent Einwohnern unter 18 Jahren, 10,8 Prozent zwischen 18 und 24 Jahren, 29,0 Prozent zwischen 25 und 44 Jahren, 24,3 Prozent zwischen 45 und 64 Jahren und 11,4 Prozent waren 65 Jahre alt oder darüber. Das Durchschnittsalter betrug 36 Jahre. Auf 100 weibliche Personen kamen 97,3 männliche Personen. Auf 100 Frauen im Alter von 18 Jahren alt oder darüber kamen statistisch 94,1 Männer.
Das jährliche Durchschnittseinkommen eines Haushalts betrug 20.373 USD, das Durchschnittseinkommen der Familien betrug 24.930 USD. Männer hatten ein Durchschnittseinkommen von 29.471 USD, Frauen 21.240 USD. Das Prokopfeinkommen betrug 11.297 USD. 26,2 Prozent der Familien und 31,1 Prozent der Bevölkerung lebten unterhalb der Armutsgrenze. Davon waren 39,8 Prozent Kinder oder Jugendliche unter 18 Jahre und 23,1 Prozent waren Menschen über 65 Jahre.

## Orte im County
- Amburgey
- Anco
- Bath
- Bearville
- Betty
- Bolyn
- Brinkley
- Carr Creek
- Carrie
- Cordia
- Decoy
- Dema
- Dry Creek
- Elmrock
- Emmalena
- Fisty
- Garner
- Hall
- Handshoe
- Hindman
- Hollybush
- Kite
- Larkslane
- Leburn
- Littcarr
- May
- Mousie
- Omaha
- Pine Top
- Pippa Passes
- Puncheon
- Raven
- Redfox
- Ritchie
- Sassafras
- Soft Shell
- Spider
- Tina
- Vest
- Wiscoal
- Wisconsin